# Golfvereniging De Batouwe
Golfvereniging de Batouwe speelt op de 27-holes golfbaan van Betuws Golfcentrum De Batouwe. De club is opgericht in 1990 en ligt in Zoelen, iets ten noorden van Tiel. Er is ook een oefenbaan met 9 korte holes. De oefenbaan moest helaas op 30 november 2020 zijn deuren sluiten.
De baan had vanaf het begin 18 holes, onderverdeeld in 2 lussen van negen holes: de Appelgaard en de Perengaard. In 2004 kwam daar een derde lus van negen holes bij: de Kersengaard.
De club heeft twee professionals: Martijn van Eijk en Rob Siereveld.